# Renato Perona
Renato Perona (ur. 14 listopada 1927 w Terni, zm. 25 lipca 1984 tamże) – włoski kolarz torowy, mistrz olimpijski.

## Kariera
Największy sukces w karierze Renato Perona osiągnął w 1948 roku, kiedy wspólnie z Ferdinando Terruzzim zdobył złoty medal wyścigu tandemów podczas igrzysk olimpijskich w Londynie. W finale reprezentanci Włoch pokonali ekipę Wielkiej Brytanii w składzie: Reg Harris i Alan Bannister. Był to jedyny medal wywalczony przez Peronę na międzynarodowej imprezie tej rangi. Był to również jego jedyny start olimpijski. Nigdy nie zdobył medalu na torowych mistrzostwach świata.